# 費氏長頜魚
費氏長頜魚（学名：Mormyrus felixi），為輻鰭魚綱骨舌魚目象鼻魚科長頜魚屬的其中一種，該物種分布於非洲喀麥隆的淡水流域，體長可達14.3公分。